# تیم ملی فوتبال پرتغال
تیم ملی فوتبال پرتغال یک تیم بین‌المللی فوتبال عضو یوفا است که فوتبال کشور پرتغال را در رقابت‌های بین المللی نمایندگی می‌کند. از بازیکنان مهم تاریخ این تیم می‌توان به کریستیانو رونالدو، اوزه‌بیو و لوئیس فیگو اشاره کرد. کریستیانو رونالدو بهترین بازیکن تاریخ این تیم است.
کریستیانو رونالدو رکورددار تعداد بازی (۲۲۱ بازی) و همچنین تعداد گل (۱۳۸ گل) برای این تیم است. او همچنین با گلزنی در ۱۴ تورنمنت مختلف برای پرتغال رکوردی تاریخی در دنیای فوتبال به نام خود ثبت کرده است. رونالدو رکورددار بیشترین گل ملی تاریخ فوتبال می‌باشد.
اولین قهرمانی معتبر تیم ملی فوتبال پرتغال در تورنمنت یورو ۲۰۱۶ رخ داد. در بازی دراماتیکی که کاپیتان پرتغال، کریستیانو رونالدو پس از مصدومیت در دقیقه ۲۳ از روی نیمکت بازیکن‌ها را راهنمایی کرد تا جایی که اولین گل ادر در یک فینال رسمی زده شد و پرتغال را به اولین قهرمانی رساند. سخنرانی رونالدو در رختکن تیم مسیر جدیدی را برای تیم ملی پرتغال هموار کرد، مسیری که بازیکنان جوان تیم به خودباوری رسیدند و با اعتماد بیشتری نسبت به خودشان و مربی تیم، فرناندو سانتوس به تورنمنت‌ها پرداختند تا جایی که در تورنمنت لیگ ملت‌های اروپا ۲۰۱۹ (که اتفاقاً در پرتغال نیز برگزار می‌شد) تیم را بدون حضور رونالدو، به علت استراحت و پرداختن به کسب آمادگی برای اولین فصل حضورش در یوونتوس، حفظ کردند و تا مرحله نیمه‌نهایی پیش بردند. پس از بازگشت کاپیتان، در یک نمایش دیدنی دیگر رونالدو به تقدیر از این انسجام و زحمات بازیکنان تیم ملی مقابل تیم ملی فوتبال سوئیس به میدان رفت و در دقیقه‌های ۲۵، ۸۸ و ۹۰ گلزنی کرد.
از دیگر بازیکنان برجسته تیم ملی پرتغال می‌توان به اوزه‌بیو اشاره کرد که این تیم را در جام جهانی ۱۹۶۶ انگلیس به مقام سوم رساند. در بازی رده‌بندی که در مقابل شوروی قرار گرفته بودند، بازی را ۲–۱ پیروز شدند تا در پایان جام جهانی اوزه‌بیو با ۹ گل زده آقای گل جام جهانی شود.

## رکوردهای بازیکنان
| ردیف | نام بازیکن        | تعداد بازی | گل زده | نخستین بازی    | آخرین بازی   |
| ---- | ----------------- | ---------- | ------ | -------------- | ------------ |
| ۱    | کریستیانو رونالدو | ۲۲۱        | ۱۳۸    | ۲۰ اوت ۲۰۰۳    | ۱۵ ژوئن ۲۰۲۵ |
| ۲    | ژوآو موتینیو      | ۱۴۶        | ۷      | ۱۷ اوت ۲۰۰۵    | ۹ ژوئن ۲۰۲۲  |
| ۳    | پپه               | ۱۴۱        | ۸      | ۲۱ نوامبر ۲۰۰۷ | ۵ ژوئیه ۲۰۲۴ |
| ۴    | لوئیس فیگو        | ۱۲۷        | ۳۲     | ۱۲ اکتبر ۱۹۹۱  | ۸ ژوئیه ۲۰۰۶ |
| ۵    | نانی              | ۱۱۲        | ۲۴     | ۱ سپتامبر ۲۰۰۶ | ۲ ژوئیه ۲۰۱۷ |
| ۶    | فرناندو کوتو      | ۱۱۰        | ۸      | ۱۹ دسامبر ۱۹۹۰ | ۳۰ ژوئن ۲۰۰۴ |
| ۷    | روی پاتریسیو      | ۱۰۸        | ۰      | ۱۷ نوامبر ۲۰۱۰ | ۲۶ مارس ۲۰۲۴ |
| ۸    | برونو آلوز        | ۹۶         | ۱۱     | ۵ ژوئن ۲۰۰۷    | ۷ ژوئن ۲۰۱۸  |
| ۹    | روی کاستا         | ۹۴         | ۲۶     | ۳۱ مارس ۱۹۹۳   | ۴ ژوئن ۲۰۰۴  |
| ۱۰   | ریکاردو کاروالیو  | ۸۹         | ۵      | ۱۱ اکتبر ۲۰۰۳  | ۲۲ ژوئن ۲۰۱۶ |

### رکوردار گل ملی
| #  | نام               | تعداد گل زده | تعداد بازی | میانگین | اولین بازی     | آخرین بازی     |
| -- | ----------------- | ------------ | ---------- | ------- | -------------- | -------------- |
| ۱  | کریستیانو رونالدو | ۱۳۸          | ۲۲۱        | ۰٫۸۷    | ۲۰ اوت ۲۰۰۳    | ۱۵ ژوئن ۲۰۲۵   |
| ۲  | پائولتا           | ۴۷           | ۸۸         | ۰٫۵۳    | ۲۰ اوت ۱۹۹۷    | ۸ ژوئیه ۲۰۰۶   |
| ۳  | اوزه‌بیو           | ۴۱           | ۶۴         | ۰٫۶۴    | ۸ اکتبر ۱۹۶۱   | ۱۳ اکتبر ۱۹۷۳  |
| ۴  | لوئیس فیگو        | ۳۲           | ۱۲۷        | ۰٫۲۵    | ۱۲ اکتبر ۱۹۹۱  | ۸ ژوئیه ۲۰۰۶   |
| ۵  | نونو گومز         | ۲۹           | ۷۹         | ۰٫۳۷    | ۲۴ ژانویه ۱۹۹۶ | ۱۱ اکتبر ۲۰۱۱  |
| ۶  | هلدر پوستیگا      | ۲۷           | ۷۱         | ۰٫۳۸    | ۱۳ ژوئن ۲۰۰۳   | ۱۴ نوامبر ۲۰۱۴ |
| ۷  | روی کاستا         | ۲۶           | ۹۴         | ۰٫۲۸    | ۳۱ مارس ۱۹۹۳   | ۴ ژوئیه ۲۰۰۴   |
| ۸  | نانی              | ۲۴           | ۱۱۲        | ۰٫۲۱    | ۱ سپتامبر ۲۰۰۶ | ۲ ژوئیه ۲۰۱۷   |
| ۹  | ژائو پینتو        | ۲۳           | ۸۱         | ۰٫۳۰    | ۱۲ اکتبر ۱۹۹۱  | ۱۴ ژوئن ۲۰۰۲   |
| ۱۰ | نه نه             | ۲۲           | ۶۶         | ۰٫۳۳    | ۲۱ آوریل ۱۹۷۱  | ۲۳ ژوئن ۱۹۸۴   |
| ۱۰ | سیمائو سابروزا    | ۲۲           | ۸۵         | ۰٫۲۶    | ۱۸ اکتبر ۱۹۹۸  | ۲۹ ژوئن ۲۰۱۰   |

## مربیان کنونی
| سمت              | نام            |
| ---------------- | -------------- |
| سرمربی           | روبرتو مارتینس |
| کمک مربی         | یادیو واله     |
| مربی دروازه‌بان‌ها | ریکاردو پرز    |
| مدیر فنی         | کارلوس گودینو  |

## افتخارات و دستاوردها
| بزرگ: - جام جهانی فوتبال - مقام سوم: ۱۹۶۶ - مقام چهارم: ۲۰۰۶ - جام ملت‌های اروپا - قهرمان: ۲۰۱۶ - نایب‌قهرمان: ۲۰۰۴ - مقام سوم : ۱۹۸۴ ۲۰۰۰، ۲۰۱۲ - لیگ ملت‌های اروپا - قهرمان: ۱۹-۲۰۱۸ ۲۵-۲۰۲۴ - جام کنفدراسیون‌ها - مقام سوم: ۲۰۱۷ - المپیک - مقام چهارم: ۱۹۹۶ | کوچک: - جام اسکای‌دوم - قهرمان: ۱۹۹۵ - جام استقلال برزیل - نایب‌قهرمان: ۱۹۷۲ | دیگر: - سرگرم‌کننده‌ترین تیم جام جهانی فوتبال: ۲۰۰۶ - جایزه ورزشی جهانی لاوروس برای تیم سال: - نامزد: ۲۰۱۷ |